# Satyrus pentastigma
Satyrus pentastigma är en fjärilsart som beskrevs av Hermann Stauder 1921. Satyrus pentastigma ingår i släktet Satyrus och familjen praktfjärilar. Inga underarter finns listade.